# Mainfrain Lecomte

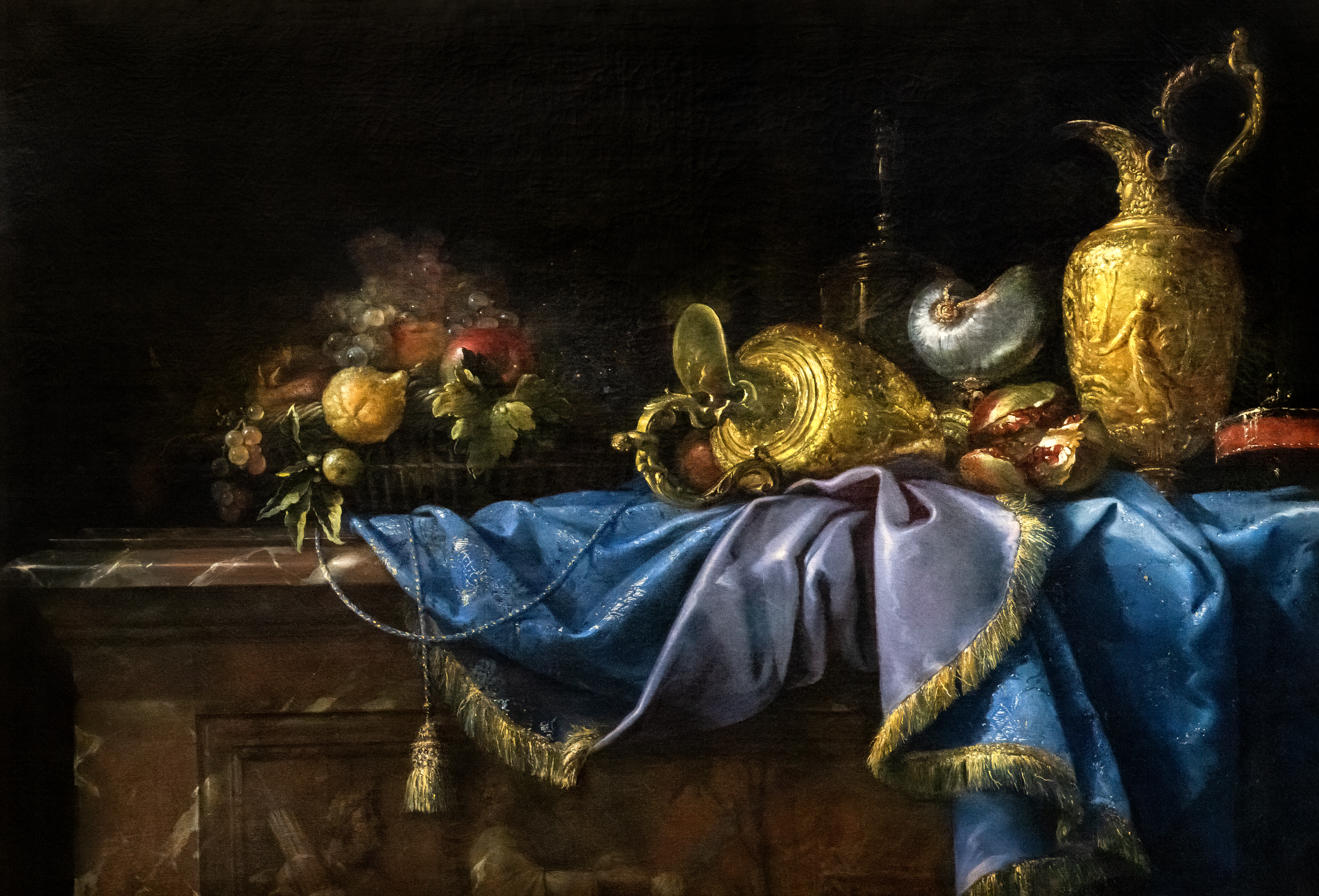
Natura morta, Musée des Beaux-Arts de Narbonne

Mainfrain o Meiffren o Ephrem Lecomte, o Le Conte o Le Comte o Comte o Conte (Marsiglia, 1630 – Marsiglia, 12 marzo 1705), è stato un pittore e decoratore francese.

## Biografia
Padre del pittore di battaglie Sauveur Lecomte, fu apprendista di Rodolphe Ziegler.
Operò dapprima ad Aix-en-Provence, poi nel 1651 si trasferì a Roma, dove risiedette presso il pittore genovese Antonio Nalli sotto il nome di Monsù Conte. Nel 1656 ritornò ad Aix-en-Provence, dove rimase fino al 1671, anno in cui trasferì a Parigi divenendo membro dell'Accademia di San Luca di Parigi. Infine nel 1675 fece ritorno nella sua città natale, rimanendovi fino alla morte. Qui fu nominato pittore delle galere del re (peintre des galère du roi), incarico che mantenne fino al 1703.
Dipinse soprattutto nature morte, in particolare di fiori. Fu suo seguace J.H. Allo. Influenzò artisticamente Jacques Hupin.

## Opere
- Natura morta, Museo delle Belle Arti di Narbona
- Natura morta con vaso cinese, conchiglie, bronzi, libri e tappeti, Museo di belle arti di Marsiglia[2]
- Natura morta con spinarolo rovesciato, pugnale, fiori e conchiglie,Museo Cantini[3]
- Natura morta con Brucia-profumi, libro, limone e conchiglie, Museo Cantini
- Natura morta con Vasi in metallo cesellato e tessuti, olio su tela, 98 x 124 cm, Museo d'arte di Tolone
- Natura morta con fiaccola d'argento, olio su tela, 85 x 108 cm, Versailles, Reggia di Versailles
- Natura morta con candelabro e due brocche, Versailles, Reggia di Versailles

## Galleria d'immagini

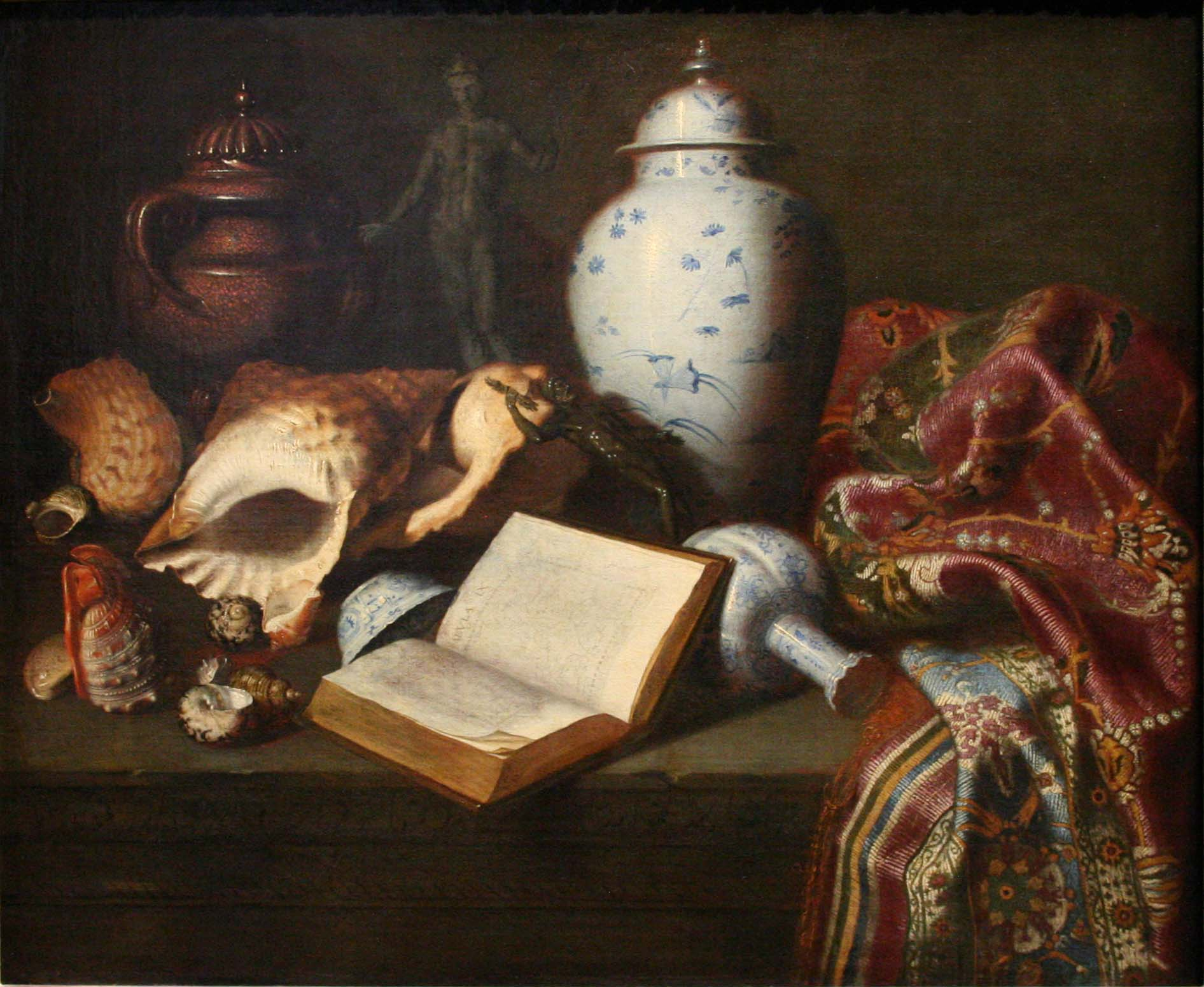
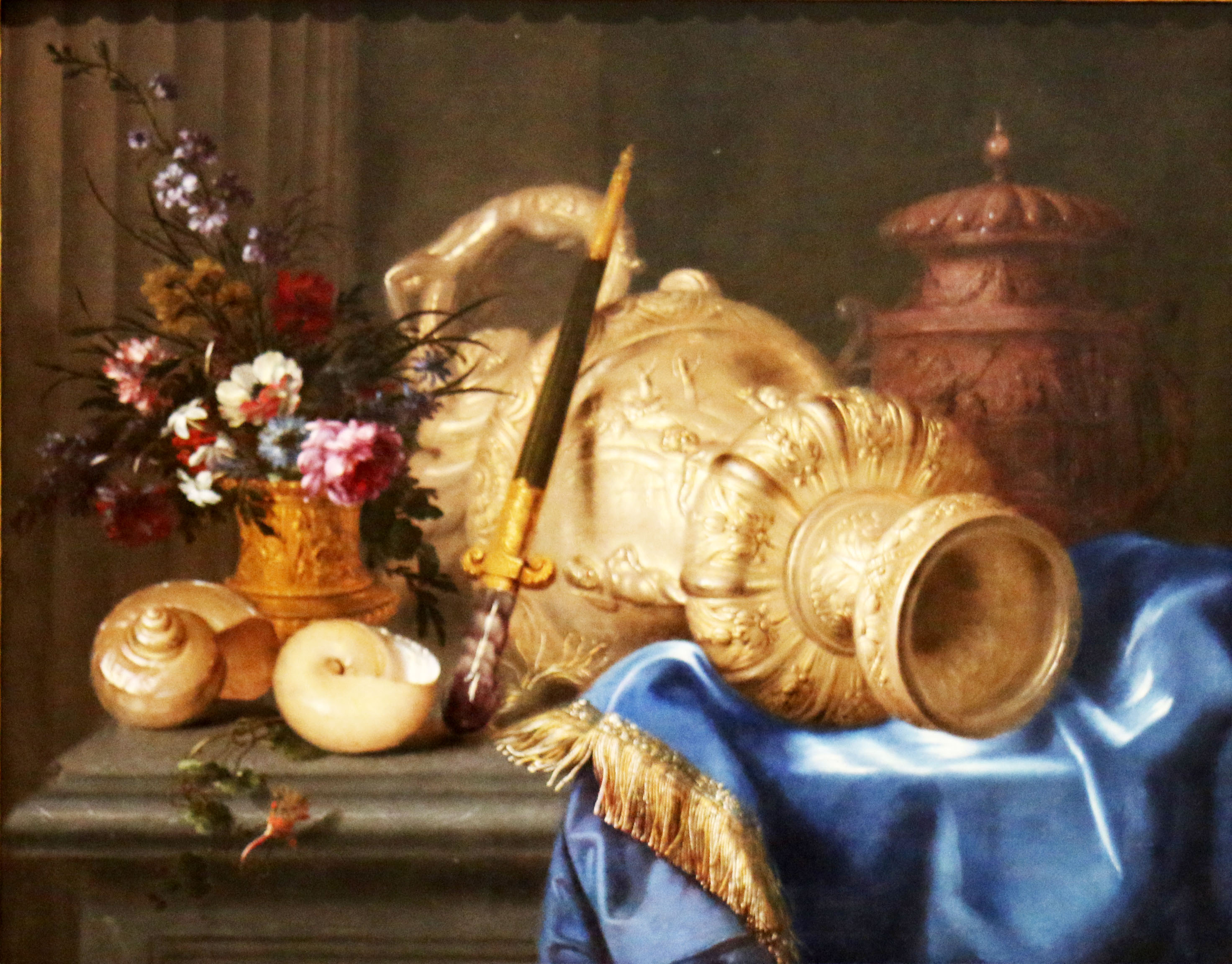
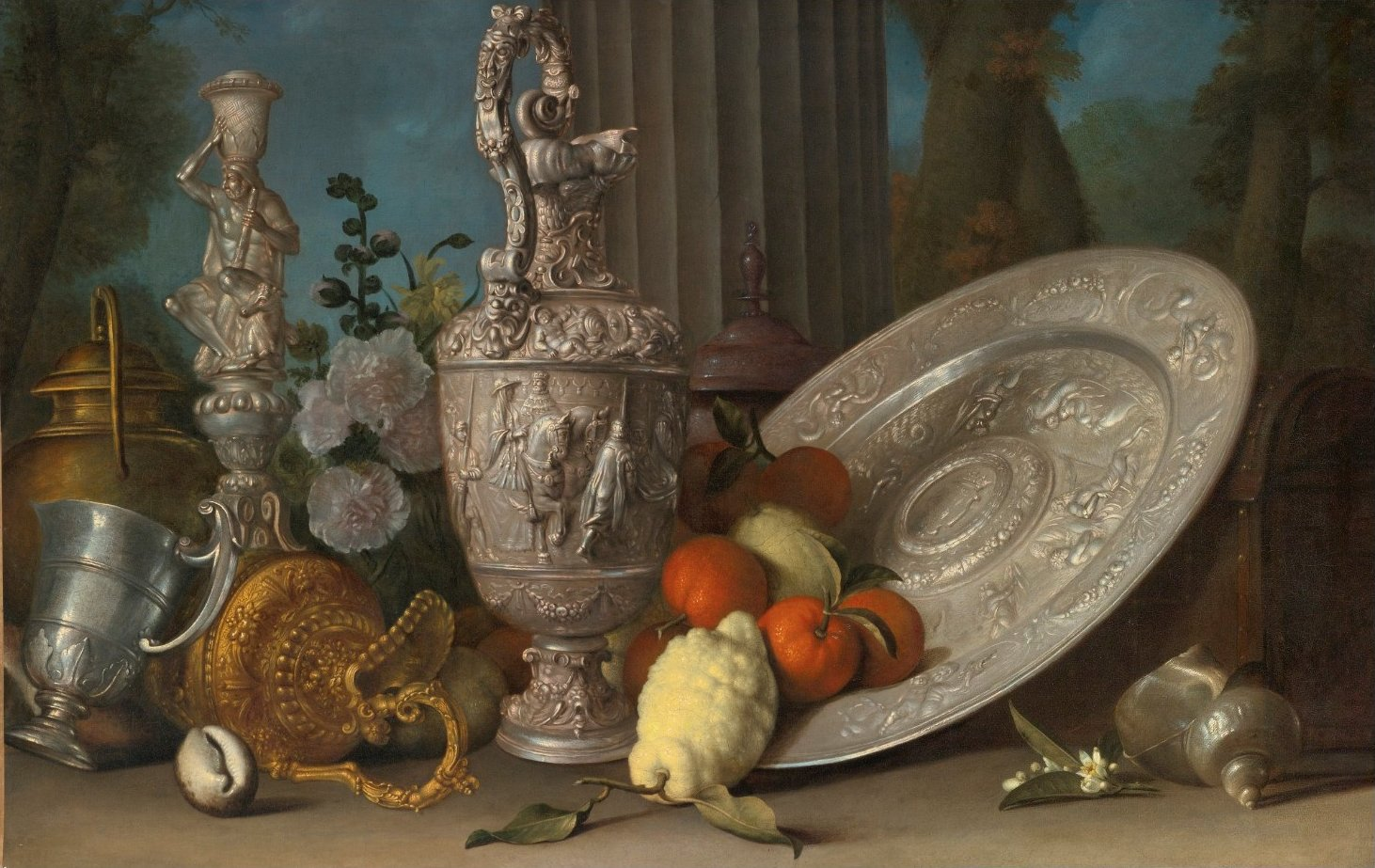